# La bible (Bayard)
La bible, aussi appelée La Bible, nouvelle traduction, (parfois abrégée BNT), Bible Bayard, Bible des écrivains, ou Bible des poètes, est une traduction en français de la Bible parue en 2001, publiée par Bayard et Médiaspaul. La traduction a été dirigée par l'écrivain Frédéric Boyer, le théologien Jean-Pierre Prévost et l'exégète Marc Sevin. L'ensemble de la traduction a fait appel à vingt auteurs contemporains et vingt-sept exégètes français et canadiens, avec pour but de produire une traduction qui s'inscrive dans la littérature contemporaine.

## À propos de la traduction
La Bible a été élaborée durant six années et a réuni vingt écrivains, poètes, philosophes, dramaturges et vingt-sept exégètes ou spécialistes des langues anciennes français et canadiens.
Les sources de la traduction reposent sur les éditions critiques des textes hébreux, araméens et grecs reconnues par la communauté scientifique d'alors,. Les livres de l'Alliance sont traduits d'après le texte massorétique. Leur ordre suit donc le canon hébraïque, auquel sont ajoutés les livres deutérocanoniques et le Nouveau Testament chrétien. La traduction présente chaque livre sous deux titres : son titre traditionnel et un nouveau titre choisi par les traducteurs de chacun des livres.
L'ouvrage n'a pas reçu d'imprimatur. Il a été réédité en 2005, 2009, 2015 par Bayard[réf. nécessaire], mais aussi par Gallimard et Le Grand Livre du mois. Les éditions successives ne mettent aucune capitale au titre qui, sur la première de couverture, la page de faux-titre et le page de titre est donc : la bible,.
Dans l'ouvrage, une note placée au dos de la page de faux-titre, en regard de la page de titre, indique que la Commission doctrinale des Évêques de France « estime que [la] traduction ne peut faire l'objet d'une utilisation liturgique » mais « souligne l'importance de cette traduction ; elle en reconnaît la portée littéraire et elle en recommande la lecture ».

### Déroulé et partis pris de la traduction

#### Naissance du projet et constitution de l'équipe
En 1994, Frédéric Boyer propose à Olivier Cadiot de traduire, à l'aide de nombreuses notes fournies par l'exégète Marc Sevin, un premier psaume ; les versets hébraïques apparaîtront à Boyer et Cadiot comme une matière proche de la poésie contemporaine,. Ainsi se forme le premier binôme exégète-auteur ; d'autres se constitueront ensuite.
Parmi les exégètes, qui proviennent de différents horizons confessionnels et universitaires, beaucoup sont passés par l'École biblique et archéologique de Jérusalem. Un manque de biblistes français conduit les éditeurs à se tourner vers des spécialistes canadiens. Ces derniers acceptent de collaborer à la condition que des auteurs québécois rejoignent l'équipe française. Par la suite, l'éditeur catholique Médiapaul se joindra au projet.
Côté français les écrivains sont d'abord des proches des Éditions P.O.L, mais le cercle s’élargit ensuite aux Éditions de Minuit, du Seuil, et jusqu’à Gallimard,.
Les auteurs et les exégètes sont recrutés pour leurs compétences littéraires pour les uns, scientifiques pour les autres, sans discrimination quant à leur confession, le but étant de produire un texte s'inscrivant dans la littérature contemporaine, encadré par un appareil critique laïque. Entre exégète et auteur, la distinction des rôles a été parfois poreuse, l'exégète étant tenté par la littérature, et l'auteur par l'exégèse dans son écriture, ; on pourra d'ailleurs noter qu'exégètes et auteurs sont présentés sans distinction, dès l'ouverture de l'ouvrage, comme des traducteurs (distinction qui ne sera explicitée nulle part dans l'ouvrage).
D'autres titres furent envisagés : Bible des cinquante (en référence à la Septante), Bible 21 (pour le XXIe siècle).
Le Cantique des Cantiques devait, à l'origine être traduit par Marc Cholodenko (avec Michel Berder). Sa traduction, trop proche du mot à mot fourni par l'exégète, s’intégra mal à l'ensemble selon Frédéric Boyer, qui l'écartera du projet. Cette traduction sera tout de même publiée, à part, en 2003 sous le titre Le Chant pour éviter la forte connotation liturgique du terme cantique.
| Le chant, Marc Cholodenko avec Michel Berder | Le poème, Olivier Cadiot avec Michel Berder |
| --- | --- |
| « Chant des chants de Salomon—Il me donna à boire des baisers de sa bouche Tes amours sont meilleurs que le vin Ton odeur un parfum et ton nom son odeur exhalée te font aimer des filles » | « Poème des Poèmes De Salomon—Des baisers oh des baisers de sa bouche C'est très bon tes amours de toi mieux que le vin Comme une odeur tes parfums sont si bon Un parfum s'impose c'est ton nom Voilà pourquoi les jeunes filles t'aiment » |

#### Cadre de traduction
Le parti pris de cette traduction est d'actualiser la langue, d'inscrire la Bible dans la littérature française contemporaine, et, pour cela, faire appel aux auteurs mêmes qui la font. Le souci de faire œuvre littéraire et poétique prend le pas sur toute considération théologique ou confessionnelle. Cette approche littéraire rapproche la Bible Bayard de traductions comme la King James Version (1611) ou la Bible de Luther (1534) ; elle s'éloigne, en revanche, de celles produites par André Chouraqui et Henri Meschonnic par le refus du postulat traditionnel de réaliser une traduction qui relèverait d'une fidélité à une langue originelle.
L'auteur ne s'efface pas derrière le texte dont il a la charge, ce qui donne un caractère particulier à chacun des livres ; la traduction ne vise pas à rendre compte du texte original de façon transparente mais se donne pour ce qu'elle est. Chaque auteur a donc la liberté de choisir son style d'écriture tout en respectant la contrainte de fidélité au texte. Son travail est encadré par l'exégète qui lui fournit, comme point de départ, une première traduction mot à mot du texte, accompagné de notes explicatives.
Ainsi la Bible Bayard a choisi de privilégier la polyphonie de l'écriture plutôt que de rendre compte de l'intertextualité à l'œuvre au fil des livres, comme l'a permis sa longue composition. La liberté dans la traduction, permise à chaque écrivain, se double du refus de l'harmonisation de l'ensemble de l'ouvrage, malgré la contrainte de la fidélité au texte. Par exemple, le psaume 105 est traduit différemment dans le chapitre 16 verset 8 du Livre des jours (ou Premier livre des Chroniques), leur correspondance restant toutefois signalée dans les notes en annexe :
| Les Psaumes 105,1-2, trad. Olivier Cadiot avec Marc Sevin                                                                     | Livre des jours 16,8-9, trad. Marie-Andrée Lamontagne avec Philippe Abadie                                                                              |
| --- | --- |
| « Remerciez Yhwh Criez son nom tous ses actes chez les peuples Chantez pour lui psalmodiez pour lui Dépliez toute son œuvre » | « Célébrez Yhwh ! Louange de son nom ! Prouesses de Yhwh soyez connues de tous les peuples. Chants, poèmes, naissez pour lui, redites ses merveilles. » |

L'exemple ci-dessus de la traduction par Olivier Cadiot des Psaumes, montre un affranchissement assumé de l'usage de la ponctuation, à l'œuvre dans d'autres livres. La polyphonie assumée et revendiquée de cette nouvelle traduction est un hommage à celle qui fut à l'œuvre lors de la composition des textes sources qui dura plus de mille ans, en plusieurs langues et dans plusieurs états d'une même langue.
Le travail exégétique permet également de sortir du vocabulaire conventionnel de la Bible. Ainsi l'Arche de Noé devient, dans la nouvelle traduction, sa « boîte », et l'arche du Témoignage devient « le coffre de la charte »,. De même, l'hébreu hattā't et le grec άμαρτία ne sont pas traduit par le seul terme « péché» mais par « faute, péché, écart, errement, erreur, égarement, gâchis, mal, manquement, refus, tort »,. En cela, cette traduction ouvre la Bible à de nouveaux mots et permet de ne pas « “ sur-théologiser ” le vocabulaire biblique en y projetant anachroniquement des sens dont les traditions interprétatives juives et chrétiennes l'ont chargée après coup ».
L'oralité des textes est prise en compte dans le processus de travail : les exégètes lisent aux auteurs le texte hébreu ou grec à haute voix, et les auteurs lisent en retour leur traduction,.
Jacques Roubaud reviendra sur son expérience de traduction dans un livre titré Sous le soleil, Vanité des vanités, paru en 2004.

### Critiques lors de la parution
La parution de l'ouvrage le 29 août 2001 a eu valeur d'évènement culturel lors de la rentrée littéraire et a été un véritable succès éditorial, ; le livre figurait en tête des ventes en France un mois après sa sortie. Elle donnera lieu à de nombreuses critiques positives et négatives.
Aucune traduction n'échappe à la littérature et la Bible Bayard propose d'envisager les autres traductions sous cet angle. Certains saluent la portée littéraire de cette traduction et sa grande rigueur. Elle se distingue des traductions de références en procédant à un travail sur la langue en même temps que sur le sens, tout en dépassant l'ambivalence de la forme et du fond, dont s’occuperait d'une part l'écrivain, d'autre part l'exégète. Le style épuré de la traduction qui vient souligner la surpoétisation des versions antérieures en choisissant une langue simple, délaissant les lexiques traditionnels associés à la Bible et à la poésie. A été également saluée la prise en compte de l'oralité de l'écriture.
L'émergence, dans un premier temps, de critiques nuancées et bienveillantes formulées par divers médias catholiques a été sans doute l'élément déclencheur de l'émergence de virulentes attaques provenant des milieux catholiques traditionalistes et conservateurs, de droite comme de gauche,,. Les reproches se répartissent principalement suivant trois points :
- L'approche non confessionnelle de la traduction, produite pas des écrivains désignés comme à la mode pratiquant une littérature expérimentale[12]. Jean-Marie Auwers qualifia cette traduction de réécriture[a 7].
- L'apparente non-coordination de l'écriture à l'échelle de l'ouvrage[12], dû au degré de liberté permis aux écrivains. Il en résulte que la BNT ne rend pas compte de l'intertextualité présente dans d'autres versions[20], la diversité des écritures ne permettant pas de lecture synoptique des Évangiles[19].
- Le choix d'un lexique qui s'émancipe de la tradition[12].

Selon Philippe Lançon :
« [A]u fond, [la Bible Bayard] est [faite] pour ceux qui vivent dans une autre religion : la littérature. »
Lors de la parution en 2001, la presse relève le passage de la traduction d'Emmanuel Carrère dans D'après Marc, au chapitre 8 verset 12, où Jésus s'adresse aux Pharisiens en ces termes : « Quelle engeance ! Exiger un signe ! Plutôt crever ! » Cette traduction a été choisie pour rendre compte du rejet radical exprimé dans le texte hébraïque. Le traducteur sera invité au journal télévisé de 20 heures pour s'expliquer sur ce choix ; à la suite de cela les ventes augmenteront de 5 000 exemplaires dès le lendemain de son intervention. Face à la pression ecclésiale, la traduction sera modifiée en « Plutôt mourir ! » dans la réédition de l'ouvrage en format poche en 2005,.
Frédéric Boyer s'est défendu des nombreuses critiques qu'il reçut dans son livre La Bible, notre exil,. Pierre Lassave a consacré à la Bible Bayard une étude sociologique intitulée Bible, la traduction des alliances, enquête sur un évènement littéraire.

### Structure et présentation de l'ouvrage
Après un « Avertissement » sur la traduction, vient une introduction de Frédéric Boyer intitulée « Les livres, la Bible », puis suivent les livres de l'Alliance et la Nouvelle Alliance (Ancien et Nouveau Testament).
La mise en page en rouge et noir est simplifiée. Une page rouge sépare chaque livre. Le texte n'est pas ponctué d'intertitres. Il est encadré, dans le petit fond (marge intérieure) par des mots qui renvoient aux notes présentes en annexe, dans le grand fond (marge extérieure) par la numérotation en rouge des chapitres et versets. Les folios sont en fausse page (page de gauche) dans la marge de pieds (bas de page) ; à l'opposé, en belle page (page de droite), se trouvent indiqués les chapitres et versets présents sur chaque double-page, à côté du titre du livre en cours.
L'appareil critique est placé en annexe de l'ouvrage. Se trouve d'abord une introduction à chaque livre, suivie de notes rédigées par l'exégète de chaque binôme. Viennent ensuite deux glossaires, un pour chaque Alliance, de 27 mots hébreux et 21 mots grecs. Ces glossaires contiennent :
- le mot en hébreu (glossaire 1) ou grec (glossaire 2) ;
- ses occurrences au sein des textes sources ;
- ses traductions successives au fil des versions (Septante, Vulgate, Olivétan, Sacy, Segond, Jérusalem, T.O.B.) et les traductions choisies pour cette version ;
- un texte qui retrace l'histoire du mot, justifie les traductions choisies et leur emploi.

Enfin, on trouve un index, un tableau chronologique, un tableau généalogique des traductions de la Bible, et enfin des cartes.

## Liste des auteurs, des exégètes et nom de leur traduction
Ci-dessous sont listés les binômes d'écrivains et d'exégètes ayant participé à la traduction de chaque livre. Ces derniers sont désignés par deux noms : leur nom traditionnel et un nom choisi d'un commun accord par les traducteurs de chacun des livres.
Les appellations Ancien Testament et Nouveau Testament ont été remplacées respectivement par Alliance et Nouvelle Alliance.

### L'Alliance

#### Tora — Pentateuque
| Nom de l'écrivain              | Nom du spécialiste | Livre traduit     | Traduction du nom du livre |
| ------------------------------ | ------------------ | ----------------- | -------------------------- |
| Frédéric Boyer                 | Jean L'Hour        | Genèse            | Premiers                   |
| François Bon                   | Walter Vogels      | Livre de l'Exode  | Et voici les noms          |
| Marie Borel et Jacques Roubaud | Jean L'Hour        | Lévitique         | Yhwh convoque              |
| Marie Borel et Jacques Roubaud | Jean L'Hour        | Livre des Nombres | Dans le désert             |
| Jean-Luc Benoziglio            | Léo Laberge        | Deutéronome       | Ces paroles                |

La Genèse traduite par Frédéric Boyer débute ainsi :

« Premiers
Dieu crée ciel et terre
terre vide solitude
noir au-dessus des fonds
souffle de dieu
mouvements au-dessus des eaux
Dieu dit Lumière
et lumière il y a
Dieu voit la lumière
comme c'est bon
Dieu sépare la lumière du noir
Dieu appelle la lumière jour et nuit noir
Soir et matin
un jour »

— Frédéric Boyer, Premiers

#### Neviim — Livres prophétiques
| Nom de l'écrivain   | Nom du spécialiste           | Livre traduit            | Traduction du titre du livre |
| ------------------- | ---------------------------- | ------------------------ | ---------------------------- |
| Jean Echenoz        | Robert David                 | Livre de Josué           | Livre de Josué               |
| Jean-Luc Benoziglio | André Myre                   | Livre des Juges          | Les Chefs                    |
| Jean Echenoz        | Pierre Debergé               | Premier Livre de Samuel  | 1er livre de Samuel          |
| Jean Echenoz        | Pierre Debergé               | Deuxième Livre de Samuel | 2e livre de Samuel           |
| Laure Mistral       | André Lemaire                | Premier Livre des Rois   | 1er livre des Rois           |
| Laure Mistral       | André Lemaire                | Deuxième Livre de Rois   | 2e livre des Rois            |
| Pierre Alferi       | Jacques Vieuviarts           | Livre d'Isaïe            | Livre d'Isaïe                |
| François Bon        | Léo Laberge                  | Livre de Jérémie         | Paroles de Jérémie           |
| Marianne Alphant    | Marc Dubreucq, Maurice Roger | Livre d'Ézéchiel         | Livre d'Ézéchiel             |
| Olivier Cadiot      | Marc Girard                  | Livre d'Osée             | Osée                         |
| Jacques Roubaud     | Jean L'Hour                  | Livre de Joël            | Livre de Joël                |
| Valère Novarina     | Marc Dubreucq                | Livre d'Amos             | Livre d'Amos                 |
| Jean-Luc Benoziglio | Philippe Gruson              | Livre d'Abdias           | Ovadyah                      |
| Anne Dufourmantelle | Marc-Alain Ouaknin           | Livre de Jonas           | La colombe                   |
| Florence Delay      | Maurice Roger                | Livre de Michée          | Qui comme Yhwh               |
| Anne Dufourmantelle | Aldina da Silva              | Livre de Nahoum          | Le consolé                   |
| Anne Dufourmantelle | Aldina da Silva              | Livre de Habaquoq        | Livre d'Habaquoq             |
| Pierre Ouellet      | André Myre                   | Livre de Sophonie        | Tsefanyah                    |
| Florence Delay      | Arnaud Sérandour             | Livre de Aggée           | Livre des fêtes              |
| Florence Delay      | Arnaud Sérandour             | Livre de Zacharie        | Yhwh se souvient             |
| Florence Delay      | Arnaud Sérandour             | Livre de Malachie        | Livre de mon émissaire       |

#### Ketouvim — Autres écrits
| Nom de l'écrivain              | Nom du spécialiste  | Livre traduit                 | Traduction du titre du livre |
| ------------------------------ | ------------------- | ----------------------------- | ---------------------------- |
| Olivier Cadiot                 | Marc Sevin          | Psaume                        | Les Psaumes                  |
| Pierre Alferi                  | Jean-Pierre Prévost | Livre de Job                  | Livre de Job                 |
| Pierre Alferi                  | Jean-Jacques Lavoie | Livre des Proverbes           | Adages                       |
| Marie NDiaye                   | Aldina da Silva     | Livre de Ruth                 | Livre de Ruth                |
| Olivier Cadiot                 | Michel Berder       | Cantique des cantiques        | Le poème                     |
| Marie Borel et Jacques Roubaud | Jean L'Hour         | Qohélet                       | Paroles de Qohélet           |
| François Bon                   | Jean-Pierre Prévost | Livre des Lamentations        | Comment                      |
| Marie Borel                    | Aldina da Silva     | Livre d'Esther                | Livre d'Esther               |
| Jean Echenoz                   | Pierre Debergé      | Livre de Daniel               | Livre de Daniel              |
| Pierre Ouellet                 | Arnaud Sérandour    | Livre d'Esdras                | Livre d'Esdras               |
| François Bon                   | Arnaud Sérandour    | Livre de Néhémie              | Paroles de Néhémie           |
| Marie-Andrée Lamontagne        | Philippe Abadie     | Premier Livre des Chroniques  | Livre des jours 1            |
| Marie-Andrée Lamontagne        | Philippe Abadie     | Deuxième livre des Chroniques | Livre des jours 2            |

#### Livres deutérocanoniques — Livres Apocryphes
| Nom de l'écrivain              | Nom du spécialiste  | Livre traduit                | Traduction du titre du livre |
| ------------------------------ | ------------------- | ---------------------------- | ---------------------------- |
| Marie Borel et Jacques Roubaud | Aldina da Silva     | Livre d'Esther               | Esther (grec)                |
| Marie NDiaye                   | Maurice Roger       | Livre de Judith              | Livre de Judith              |
| Marie-Andrée Lamontagne        | Aldina da Silva     | Livre de Tobit               | Histoire de Tobit            |
| Jean Echenoz                   | Pierre Debergé      | Premier Livre des Maccabées  | 1er livre des maccabées      |
| Jean Echenoz                   | Pierre Debergé      | Deuxième Livre des Maccabées | 2e livre des maccabées       |
| Marie Depussé                  | Michel Berder       | Livre de la Sagesse          | Sagesse de Salomon           |
| Pierre Alferi                  | Jean-Jacques Lavoie | Siracide                     | Sagesse de Jésus Ben Sira    |
| Anne Dufourmantelle            | Léo Laberge         | Livre de Baruch              | Livre de Baruch              |

### La Nouvelle Alliance
| Nom de l'écrivain       | Nom du spécialiste  | Livre traduit                       | Traduction du titre du livre   |
| ----------------------- | ------------------- | ----------------------------------- | ------------------------------ |
| Marie-Andrée Lamontagne | André Myre          | Évangile selon Matthieu             | D'après Matthieu               |
| Emmanuel Carrère        | Hugues Cousin       | Évangile selon Marc                 | D'après Marc                   |
| Pascalle Monnier        | Pierre Létourneau   | Évangile selon Luc                  | D'après Luc                    |
| Florence Delay          | Alain Marchadour    | Évangile selon Jean                 | D'après Jean                   |
| Pascalle Monnier        | Daniel Marguerat    | Actes des Apôtres                   | Actes d'Apôtres                |
| Marie Depussé           | Alain Gignac        | Épître aux Romains                  | Lettre aux Romains             |
| Frédéric Boyer          | Hugues Cousin       | Épître aux Corinthiens              | 1re lettre aux Corinthiens     |
| Frédéric Boyer          | Hugues Cousin       | Épître aux Corinthiens              | 2e lettre aux Corinthiens      |
| Marie Depussé           | Alain Gignac        | Épître aux Galates                  | Lettre aux Galates             |
| Frédéric Boyer          | Michel Garat        | Épître aux Éphésiens                | Lettre aux Éphésiens           |
| Frédéric Boyer          | Michel Garat        | Épître aux Colossiens               | Lettre aux Colossiens          |
| Jean-Luc Benoziglio     | André Myre          | Première épître aux Thessaloniciens | 1re lettre aux Thessaloniciens |
| Jean-Luc Benoziglio     | André Myre          | Deuxième épître aux Thessaloniciens | 2e lettre aux Thessaloniciens  |
| Frédéric Boyer          | André Myre          | Première épître à Thimothée         | 1re lettre à Thimothée         |
| Frédéric Boyer          | André Myre          | Deuxième épître à Thimothée         | 2e lettre à Thimothée          |
| Frédéric Boyer          | André Myre          | Épître à Tite                       | Lettre à Tite                  |
| Jean Echenoz            | Daniel Marguerat    | Épître à Philémon                   | Lettre à Philémon              |
| Jean-Luc Benoziglio     | Jean-Paul Michaud   | Épître aux Hébreux                  | Lettre aux hébreux             |
| Jean Echenoz            | Pierre Debergé      | Épître de Jacques                   | Lettre de Jacques              |
| Jean-Luc Benoziglio     | Pierre Debergé      | Première épître de Pierre           | 1re lettre de Pierre           |
| Jean-Luc Benoziglio     | Pierre Debergé      | Deuxième épître de Pierre           | 2e lettre de Pierre            |
| Florence Delay          | Alain Marchadour    | Premier épître de Jean              | 1re lettre de Jean             |
| Florence Delay          | Alain Marchadour    | Deuxième épître de Jean             | 2e lettre de Jean              |
| Florence Delay          | Alain Marchadour    | Troisième épître de Jean            | 3e lettre de Jean              |
| Jean Echenoz            | André Myre          | Épître de Jude                      | Lettre de Jude                 |
| Jacques Brault          | Jean-Pierre Prévost | Apocalypse de Jean                  | Dévoilement                    |

## Influences culturelle
- À l'occasion de leur mariage en 2001 Alain Bashung et Chloé Mons composerons l'E.P. Cantique des cantiques sur la base de la traduction de Michel Berder et Olivier Cadiot, mise en musique par Rodolphe Burger. Ce dernier réinterprètera le texte sur la même base musicale en 2014 avec Rayess Bek et Ruth Rosenthal[26]. On trouve également dans l'album Good de Burger, sorti en 2017, le morceau « Poème en or », dont le texte est un condensé, composé de multiples fragments de la traduction des Psaumes de Cadiot[27].